# Atletismo nos Jogos Olímpicos de Verão de 2020 - Lançamento de martelo masculino
O evento do lançamento de martelo masculino nos Jogos Olímpicos de Verão de 2020 ocorreu entre os dias 2 e 4 de agosto de 2021 no Estádio Olímpico. Esperava-se que aproximadamente 35 atletas participassem, mas ao final competiram 31 atletas de 21 nações.
O polonês Wojciech Nowicki ganhou a medalha de ouro, somando-se ao seu bronze de 2016 tornando-se o 15º homem a vencer mais de uma medalha de lançamento de martelo. Foi a segunda medalha de ouro da Polónia no evento, após a vitória de 2000 de Szymon Ziółkowski. O compatriota de Nowicki, Paweł Fajdek, ficou com o bronze. Entre eles estava o norueguês Eivind Henriksen, sendo sua prata a primeira medalha olímpica da Noruega no martelo masculino.

## Formato
O evento continua a usar o formato de duas fases (eliminatórias e final) introduzido em 1936. Nas eliminatórias cada competidor teve direito a três lançamentos para atingir a distância de qualificação de 77,50 metros; se menos de 12 atletas conseguissem, os 12 melhores (incluindo todos os empatados) avançavam.
Na final, cada atleta teve direito a três lançamentos iniciais; os oito primeiros atletas ao final da terceira rodada receberam três lançamentos adicionais para um total de seis, com o melhor a contar para o resultado final (os lançamentos da fase de qualificação não são considerados para a final).

## Calendário
Horário local (UTC +9)
| 2 de agosto   | 4 de agosto |
| 9:00          | 20:15       |
| ------------- | ----------- |
| Eliminatórias | Final       |

## Medalhistas
| Ouro   | POL Wojciech Nowicki |
| Prata  | NOR Eivind Henriksen |
| Bronze | POL Paweł Fajdek     |

## Recordes
Antes desta competição, os recordes mundiais, olímpicos e regionais da prova eram os seguintes:
| Tipo | Atleta          | Marca   | Local     | Data                   |
| ---- | --------------- | ------- | --------- | ---------------------- |
|      | Yuriy Sedykh    | 86,74 m | Stuttgart | 30 de agosto de 1986   |
|      | Sergey Litvinov | 84,80 m | Seul      | 26 de setembro de 1988 |

### Por região
| Região                             | Marca | Atleta           | Nação           |
| ---------------------------------- | ----- | ---------------- | --------------- |
| África                             | 81,27 | Mostafa El Gamel | Egito           |
| Ásia                               | 84,86 | Koji Murofushi   | Japão           |
| Europa                             | 86,74 | Yuriy Sedykh     | União Soviética |
| América do Norte, Central e Caribe | 82,52 | Lance Deal       | Estados Unidos  |
| Oceania                            | 79,29 | Stuart Rendell   | Austrália       |
| América do Sul                     | 78,63 | Wagner Domingos  | Brasil          |

Os seguintes recordes nacionais foram estabelecidos durante a competição:
| Nação   | Atleta           | Marca | Rodada        |
| ------- | ---------------- | ----- | ------------- |
| Noruega | Eivind Henriksen | 78,79 | Eliminatórias |
| Noruega | Eivind Henriksen | 81,58 | Final         |

## Resultados

### Eliminatórias
Regra de qualificação: marca padrão de 77,50 m (Q) ou pelo menos os 12 melhores atletas (q) avançam a final.
| Pos. | Grupo | Atleta                 | CON                | #1    | #2    | #3    | Marca | Notas |
| ---- | ----- | ---------------------- | ------------------ | ----- | ----- | ----- | ----- | ----- |
| 1    | B     | Wojciech Nowicki       | POL Polônia        | 79.78 | —     | —     | 79.78 | Q     |
| 2    | B     | Rudy Winkler           | USA Estados Unidos | 76.39 | 78.81 | —     | 78.81 | Q     |
| 3    | B     | Eivind Henriksen       | NOR Noruega        | 78.79 | —     | —     | 78.79 | Q,    |
| 4    | A     | Quentin Bigot          | FRA França         | 76.10 | 78.73 | —     | 78.73 | Q     |
| 5    | A     | Mykhaylo Kokhan        | UKR Ucrânia        | 76.82 | 78.36 | —     | 78.36 | Q     |
| 6    | A     | Nick Miller            | GBR Grã-Bretanha   | X     | 76.93 | X     | 76.93 | q     |
| 7    | B     | Javier Cienfuegos      | ESP Espanha        | 72.76 | 75.56 | 76.91 | 76.91 | q     |
| 8    | A     | Eşref Apak             | TUR Turquia        | 75.87 | 76.76 | 75.15 | 76.76 | q     |
| 9    | A     | Paweł Fajdek           | POL Polônia        | 74.28 | X     | 76.46 | 76.46 | q     |
| 10   | A     | Serghei Marghiev       | MDA Moldávia       | 74.31 | 72.25 | 75.94 | 75.94 | q     |
| 11   | A     | Valeriy Pronkin        | ROC                | 75.09 | 75.80 | 75.80 | 75.80 | q     |
| 12   | B     | Daniel Haugh           | USA Estados Unidos | X     | X     | 75.73 | 75.73 | q     |
| 13   | A     | Gabriel Kehr           | CHI Chile          | 74.46 | 72.61 | 75.60 | 75.60 |       |
| 14   | A     | Bence Halász           | HUN Hungria        | 75.39 | X     | 75.03 | 75.39 |       |
| 15   | A     | Diego del Real         | MEX México         | X     | 73.32 | 75.17 | 75.17 |       |
| 16   | A     | Alex Young             | USA Estados Unidos | 75.09 | 75.02 | X     | 75.09 |       |
| 17   | B     | Humberto Mansilla      | CHI Chile          | 73.17 | 74.76 | 72.77 | 74.76 |       |
| 18   | A     | Ivan Tsikhan           | BLR Bielorrússia   | 72.48 | 74.57 | X     | 74.57 |       |
| 19   | B     | Yury Vasilchanka       | BLR Bielorrússia   | X     | 73.27 | 74.00 | 74.00 |       |
| 20   | B     | Hlib Piskunov          | UKR Ucrânia        | 72.42 | 73.37 | 73.84 | 73.84 |       |
| 21   | B     | Tristan Schwandke      | GER Alemanha       | 72.92 | 72.74 | 73.77 | 73.77 |       |
| 22   | B     | Mihail Anastasakis     | GRE Grécia         | 73.52 | 73.22 | X     | 73.52 |       |
| 23   | B     | Mostafa El Gamel       | EGY Egito          | 72.13 | 72.76 | 71.85 | 72.76 |       |
| 24   | B     | Marcel Lomnický        | SVK Eslováquia     | 71.17 | X     | 72.52 | 72.52 |       |
| 25   | A     | Christos Frantzeskakis | GRE Grécia         | 72.19 | X     | 70.64 | 72.19 |       |
| 26   | B     | Ashraf Amgad El-Seify  | QAT Catar          | 71.84 | X     | X     | 71.84 |       |
| 27   | A     | Hleb Dudarau           | BLR Bielorrússia   | X     | 71.04 | 71.60 | 71.60 |       |
| 28   | B     | Taylor Campbell        | GBR Grã-Bretanha   | X     | 71.34 | X     | 71.34 |       |
| 29   | A     | Suhrob Khodjaev        | UZB Uzbequistão    | 70.87 | X     | 71.26 | 71.26 |       |
| 30   | B     | Mergen Mämmedow        | TKM Turcomenistão  | 62.93 | 67.41 | 67.53 | 67.53 |       |
| 31   | B     | Özkan Baltacı          | TUR Turquia        | 63.63 | r     | —     | 63.63 |       |

### Final
A final foi disputada em 4 de agosto, às 20:15 locais.
| Pos.              | Atleta            | CON                | #1    | #2    | #3    | #4    | #5    | #6    | Marca | Notas                |
| ----------------- | ----------------- | ------------------ | ----- | ----- | ----- | ----- | ----- | ----- | ----- | -------------------- |
| Medalha de ouro   | Wojciech Nowicki  | POL Polônia        | 81.18 | 81.72 | 82.52 | 81.39 | 82.06 | X     | 82.52 | Recorde pessoal      |
| Medalha de prata  | Eivind Henriksen  | NOR Noruega        | 79.18 | 79.06 | 80.31 | 77.78 | 81.58 | 80.02 | 81.58 | Recorde nacional     |
| Medalha de bronze | Paweł Fajdek      | POL Polônia        | 77.58 | 78.58 | 78.83 | 78.04 | 81.53 | 79.66 | 81.53 |                      |
| 4                 | Mykhaylo Kokhan   | UKR Ucrânia        | 77.91 | 80.39 | X     | 79.79 | 78.81 | 77.52 | 80.39 |                      |
| 5                 | Quentin Bigot     | FRA França         | 77.93 | 79.39 | 78.30 | 78.84 | X     | 75.78 | 79.39 |                      |
| 6                 | Nick Miller       | GBR Grã-Bretanha   | 77.88 | X     | 77.46 | 77.64 | X     | 78.15 | 78.15 | Recorde da temporada |
| 7                 | Rudy Winkler      | USA Estados Unidos | 77.08 | X     | 75.95 | X     | 75.34 | X     | 77.08 |                      |
| 8                 | Valeriy Pronkin   | ROC                | 76.72 | X     | X     | X     | 75.97 | 74.73 | 76.72 |                      |
| 9                 | Eşref Apak        | TUR Turquia        | 76.22 | 76.71 | 74.28 | —     | —     | —     | 76.71 |                      |
| 10                | Javier Cienfuegos | ESP Espanha        | 74.62 | X     | 76.30 | —     | —     | —     | 76.30 |                      |
| 11                | Daniel Haugh      | USA Estados Unidos | X     | 76.22 | X     | —     | —     | —     | 76.22 |                      |
| 12                | Serghei Marghiev  | MDA Moldávia       | 73.28 | 75.24 | 74.95 | —     | —     | —     | 75.24 |                      |

Legenda
| Recorde mundial      | Recorde mundial (World record)               |                       | Recorde africano                      | Recorde africano (African) |                                           | Q | Classificado por posição (Qualified) |
| Recorde olímpico     | Recorde olímpico (Olympic record)            | Recorde da América    | Recorde da América (Americas)         | q                          | Classificado por melhor tempo (Qualified) |   |                                      |
| Melhor marca do ano  | Melhor marca do ano (World leading)          | Recorde asiático      | Recorde asiático (Asian)              | DNS                        | Não largou (Did not start)                |   |                                      |
| Recorde nacional     | Recorde nacional (National record)           | Recorde europeu       | Recorde europeu (European)            | DNF                        | Não terminou (Did not finish)             |   |                                      |
| Recorde pessoal      | Recorde pessoal do atleta (Personal best)    | Recorde da Oceania    | Recorde da Oceania (Oceania)          | DSQ / DQ                   | Desclassificado (Disqualified)            |   |                                      |
| Recorde da temporada | Recorde da temporada do atleta (Season best) | Recorde sul-americano | Recorde sul-americano (South America) | NM                         | Sem marca (No mark)                       |   |                                      |